# Dieter Runze

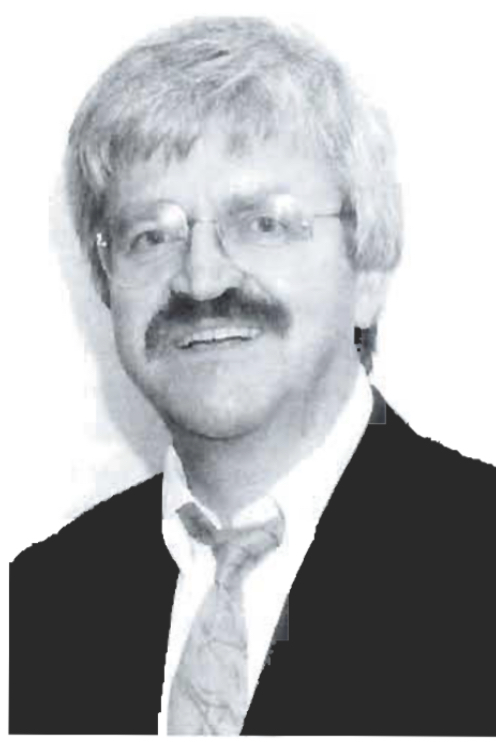
Dieter Runze

Dieter Runze (* 23. Dezember 1937 in Nauen; † 25. Februar 1991 in Mönchengladbach) war ein deutscher Professor für Politische Theorie und Politische Soziologie an der Fachhochschule Niederrhein in Mönchengladbach.

## Leben
Dieter Runze wurde am 23. Dezember 1937 in Nauen/Havelland geboren. 1945 wurde sein Vater von Rotarmisten erschossen. Als bei Kriegsende polnische Soldaten ihn und seinen Bruder erschießen wollten, wurden die beiden von Rotarmisten gerettet.
Runze wuchs mit seinem Bruder bei der Mutter auf. Diese floh mit ihren beiden Söhnen 1953 aus der DDR, als sie eine Warnung nach dem Aufstand vom 17. Juni 1953 erhalten hatte, und siedelte nach Augsburg über. Dort machte Runze eine kaufmännische Lehre als Industriekaufmann. Nach deren Abschluss 1962 ging er nach West-Berlin, um dort auf dem privaten Abendgymnasium von  Herbert Stachowiak das Abitur nachzuholen.
Nach dem Erwerb der Hochschulreife auf dem zweiten Bildungsweg begann Runze zunächst ein Studium der protestantischen Theologie an der Friedrich-Alexander-Universität Erlangen-Nürnberg. 1964 wechselte er das Studienfach und begann an derselben Universität mit dem Studium von Politikwissenschaft, Soziologie und osteuropäischer Geschichte mit Philosophie und Pädagogik als Nebenfächern. Nach abgeschlossenem Studium arbeitete Dieter Runze von 1969 bis 1971 als Jugendbildungsreferent beim Landesjugendring Bremen. Anschließend bekam er eine Assistenzprofessur am West-Berliner Otto-Suhr-Institut der Freien Universität Berlin bei Wolf-Dieter Narr, die er von 1971 bis 1976 ausübte. Schwerpunkte seiner Lehrtätigkeit waren u. a.: Politische Ästhetik, Habermas-Luhmann-Debatte, Subkulturen.
1972 promovierte Runze bei Kurt Lenk über den evangelischen Theologen Heinz-Dietrich Wendland. 1975 wurde Runze habilitiert (kumulative Habilitation aufgrund verschiedener Publikationen). 1977 wurde er zum Professor für Politische Theorie und Politische Soziologie an die Fachhochschule Niederrhein (Mönchengladbach) berufen. Runze beging 1991 Suizid.

## Politische Tätigkeit
Runzes erste politische Organisation war die Freie Deutsche Jugend (FDJ), in der er – nicht ganz freiwillig – bis zur Flucht mit Mutter und Bruder 1953 Mitglied war. Während seiner Studienzeit in Erlangen war er aktives Mitglied im Sozialistischen Deutschen Studentenbund (SDS), wurde Sprecher des SDS Erlangen und nahm in dieser Funktion 1968/69 an den Podiumsdiskussionen der „Nürnberger Gespräche“ teil.
Als Jugendbildungsreferent des Landesjugendrings Bremen suchte Runze den Kontakt zu der dortigen Lehrlings- und Schülerbewegung und der außerparlamentarischen Opposition und wirkte für sie als politischer Ratgeber. In seiner Zeit am Otto-Suhr-Institut arbeitete er in der Sozialistischen Assistentenzelle mit. Auch beteiligte er sich aktiv am sogenannten Tuntenstreit, der theoretischen Auseinandersetzung in der Homosexuellen Aktion Westberlin (HAW) und verfasste mit Reinhard von der Marwitz und Gerhard Hoffmann den Aufsatz „Wie können Tunten Sozialisten sein?“ (1975).
Aufgrund seiner politischen Erfahrung war Runze in den Schwulengruppen an seinen jeweiligen Wohnorten ein hilfreicher Mentor. Er arbeitete von 1975 bis 1977 in der Schwulen Aktion Bremen (SchwAB) mit, ab 1977 in der Schwulen Aktion Köln (SAK). Er engagierte sich im Komitee für Demokratie und Grundrechte und im Bildungswerk der Humanistischen Union und später, Ende der 1980er-Jahre, auch in der Arbeitsgemeinschaft Humane Sexualität e. V. (AHS). Mit dem Aufkommen von AIDS setzte er sich gegen die Ausgrenzung der Infizierten ein.
Von 1988 bis 1990 war Runze Vorsitzender der Deutschen Aids-Hilfe e. V. (DAH). „In der für die Deutsche AIDS-Hilfe so entscheidenden Zeit von Januar 1988 bis Februar 1990 hat Dieter Runze als ehrenamtliches Vorstandsmitglied die Interessen von Menschen mit HIV und AIDS vertreten. Mit großer Intensität und Glaubwürdigkeit setzte er sich für Selbstbestimmung und individuelle Autonomie ein; vehement engagierte er sich dafür, AIDS-Hilfe als wirkungsvolle Selbsthilfeorganisation zu etablieren. Seine gesellschaftstheoretischen Ableitungen über Stellung und Aufgaben der D.A.H. haben nicht nur erheblich zur Konsolidierung und internen Nachdenklichkeit über das, was wir tun, beigetragen, sondern auch manche Mitgliederversammlungen nachdrücklich geprägt.“
In den 1980er Jahren beriet Runze zu bestimmten Themenkomplexen (Sexualstrafrecht, Ausländerpolitik) die Partei der Grünen. Seine Publikationen beschäftigen sich mit Menschenrechten, nationalistischer und rassistischer Diskriminierung von Ausländern und der Abschaffung von gleichgeschlechtlicher Unterdrückung. Er trat für eine klassenlose Gesellschaft ein.

## Schriften
- Zur Kritik der politischen Soziologie. Gemeinsam mit Wolf-Dieter Narr. In: Theorie der Gesellschaft oder Sozialtechnologie. Band 2. Herausgegeben von Wolf-Dieter Narr und Franz Maciejewski. Suhrkamp, Frankfurt. 1974, S. 7–91
- Zur negativen Dialektik des deutschen Protestantismus nach 1918. Heinz Dietrich Wendlands Theologie der Gesellschaft, Tübingen. 1975 (Dissertation).
- Gerhard Hoffmann, Reinhard von der Marwitz, Dieter Runze: Wie können Tunten Sozialisten sein? Zur Kritik der Homosexuellenunterdrückung in der bürgerlichen Gesellschaft durch Graf/Steglitz. In: Probleme des Klassenkampfs. Zeitschrift für politische Ökonomie und sozialistische Politik. Band 5 Nr. 17/18, Berlin. 1975, S. 57–94 (frei zugängliche PDF).
- Wenn die Kaderin erzählte. In: Wir warn die stärkste der Partein. Erfahrungsberichte aus der Welt der K-Gruppen. Rotbuch Verlag, Berlin. 1977, S. 64–74.
- Die Schwulenbewegung wird selbständig sein oder sie wird nicht sein. In: ROSA 9, eine zeitung der schwulen bewegung, Hamburg. 1977, S. 17–26.
- Warum ist Homosexualität ein soziales Problem? In: Seminar: Homosexualität und Gesellschaft. Herausgegeben von Rüdiger Lautmann, Suhrkamp, Frankfurt. 1977, S. 484–491.
- Die Rettung der Demokratie durch die Staatswissenschaft: Einige Fragen zu Peter Graf Kielmannsegg: Volkssouveränität. Eine Untersuchung der Bedingungen demokratischer Legitimität. In: Leviathan – Berliner Zeitschrift für Sozialwissenschaft. 5 (3), Klett-Cotta, Stuttgart 1977, S. 441–445.
- Wie entstehen Minderheiten? Anmerkung zu zwei Wahlkämpfen. In: Leviathan: Berliner Zeitschrift für Sozialwissenschaft. 5 (1), Klett-Cotta, Stuttgart 1977, S. 115–122.
- Burgfrieden? Zur Politik innerer Unsicherheit und der Genese ihrer Feindbilder: Jugendliche – Radikale – Extremisten. In: Wolf-Dieter Narr (Hg.): Wir Bürger als Sicherheitsrisiko. Berufsverbot und Lauschangriff – Beiträge zur Verfassung unserer Republik [Im Kampf gegen Terroristen darf die Demokratie nicht zu Schaden kommen]. Rowohlt aktuell Bd. 4181. 1977. S. 258–282.
- Homosexualität – ein politisches und politisch-soziologisches Thema. In: Rainer Mackensen und Felizitas Sagebiel (Hg.) Soziologische Analysen. Referate aus den Veranstaltungen der Sektionen der Deutschen Gesellschaft für Soziologie und der ad-hoc-Gruppen beim 19. Deutschen Soziologentag (Berlin, 17.–20. April 1979). Hier Manuskriptdruck Universität Berlin, auch Campus Verlag, Berlin. 1979. S. 892–898.
- Familiare Sozialisation und Homosexualität. In: Werner Schulte und Universität Bremen (Hg.) Soziologie in der Gesellschaft. Referate aus den Veranstaltungen der Sektionen der Deutschen Gesellschaft für Soziologie, der Ad-hoc-Gruppen und des Berufsverbandes Deutscher Soziologen beim 20. Deutschen Soziologentag, Bremen, 16. bis 19. September 1980. Tagungsbericht Nr. 3. Bremen 1981. S. 732–739. ISBN 3-88722-023-4
- Die politische Funktion der Vorstellung, daß Homosexualität Krankheit sei. In: Stefan Lundt (Hg.) Rebellion gegen das Valium Zeitalter. Überlegungen zur Gesundheitsbewegung. Dokumentation des Gesundheitstages Berlin 1980. Verlagsgesellschaft Gesundheit mbH. Berlin. Band 7. S. 146–149. ISBN 3-922866-06-9
- Warum ein Ausländer kein Inländer ist. In: Vorgänge. Zeitschrift für Bürgerrechte und Gesellschaftspolitik. Inländer / Ausländer. Nr. 72, Heft 6, 1984, S. 38–54.
- Warum hat die BRD-Linke keine Asylpolitik? In: Vorgänge. Zeitschrift für Bürgerrechte und Gesellschaftspolitik. Flucht und Folter. Nr. 82, Heft 4, 1986, S. 88–102.
- Blüms Menschenrechtskampagne und die „kommissarische Diktatur“ der CDU/CSU. In: Vorgänge. Zeitschrift für Bürgerrechte und Gesellschaftspolitik. Abrüstungsspirale? Nr. 89, Heft 5, 1987, S. 1–5.
- Theorie und Perspektive. In: Vorgänge. Zeitschrift für Bürgerrechte und Gesellschaftspolitik. Theorie am Scheideweg? Nr. 108 Heft 6, 1990, S. 78–87.